# 龍 (漫畫)
《龍》（日语：／）是日本漫畫家村上紀香所創作的日本漫畫作品。於小學館月刊漫畫雜誌《Big Comic Original》1991年至2006年期間進行連載。單行本全42卷。1995年，NHK將之改編為電視劇。日文原書名中的（ron）是以日語羅馬字標示「龍」的現代漢語發音；現代日語中「〔〕」讀作（ryuu），因此特別在書名中標注。

## 故事簡介
故事發生於1928年至1945年，前半以昭和初年的日本為背景，後半則描繪對日抗戰時的中華民國。
主角押小路龍是一名中日混血兒，心地善良，身材高大、体型健硕，秉持著人道主義的精神在亂世生活。在這十七年歲月裡，他遇見了韓裔移民、日本政要、中國黑道等三教九流各色人物，並一次又一次捲入爭奪戰爭資源的紛爭中－
從內藤高志、河上肇、北一辉、石原莞尔、甘粕正彥、伊达顺之助、内山完造，到黄金荣、杜月笙、张啸林、丁默邨、郑苹如、鲁迅、许广平，村上紀香靠著大量的史料，不時在故事中穿插真實歷史人物，重建了屬於龍的這個時代，並企圖站在持平的觀點看待第二次世界大戰中的東亞。
值得一提的是，作者藉由女主角田鶴貞的電影演員身份，加入了不少描寫昭和初年日本電影的片段（其中不少參照了真實的電影片段，如1937年的「人情紙風船」），有心的讀者可以發現小津安二郎（於單行本14集出場的小田安次郎導演，即影射之）、溝口健二、山中貞雄等名導也在故事中軋上一角。

## 主要人物
押小路龍（李龍）
故事的主人公。出身京都名門，母親是中國人。青少年時代得意於劍道，被稱為關西之龍，並靠著劍道技巧，在1928年以十七歲之齡進入「大日本武徳會」的武道專門學校（通稱「武專」）。武專時期的龍，不喜欢读书，也沒有繼承家業的念頭，遇見主任教師內藤高治及同學們後，致力於武道的修練，遂有為道而生的決意。四年级时因无故多次缺课被武专退学，后与女佣田鹤贞相恋，尝试与家族断绝关系，在社会谋生并希望通过武道交流实现中日韩交流乃至世界大同的理想。叔父卓磨被刺后，任家族代理统帅，创办大满洲航空公司。1935年，卓磨身体康复、重任家族统帅，龙转任大满洲航空公司特别顾问，在北京游玩时结交朱凤花。1936年初，力邀朱凤花率中国京剧团访日演出，希望改善中日关系，后因捲入與自己出生相關的事件而流亡中國，這個事件是第二次世界大戰發展的關鍵。之後化名「李龍」，以中國人的身份行動，加入青帮并成为高级干部，后又北上，在道观修炼，因枪法精湛、马术娴熟、为人狭义成为马队首领，为追寻和保护秘宝，足迹遍布上海、满洲、蒙古、西藏，印度等地。（有人認為龍的一部份特質來自日本知名左翼影評人岩崎昶。）
田鶴貞
故事的女主人公。是日本東北地方佃農的長女，十二歲時被酗酒的父親賣到大城市工作。在押小路家擔任女傭期間，受到龍父一磨支援，得以進入學校唸書。離開押小路家後，在片場煮飯為生，一次偶然的機會被發掘成為電影演員，因精湛的演技而走紅。1935年末，为帮助龙邀请朱凤花率团访日，换装拍摄广告大力宣传。1938年以勞軍為由來到上海，借机寻找已失踪两年的龙。1939年，與龍重逢並結婚。1941年，在满洲诞下一女，取名「和华」，继续以滿州映畫協會(通稱「滿映」)女導演的身份繼續活躍於電影界。1944年，导演新电影《人贩子》，遴选男主角时在人贩子处领养一子，取名「云龙」。1945年8月，携女与龙重逢，从新京乘机飞往四千公里外的西藏。（一般認為田鶴貞的原型是滿映的女導演坂根田鶴子。）
小鈴
龍的青梅竹馬，是一位優秀的京都舞妓。少年時代和龍互相愛慕，卻身不由己成為龍叔父卓磨的小妾。生下兒子冬馬（实际上是龙的孩子）後，与卓磨一同前往满洲生活。戰時以其交際手腕遊走於滿州國軍政高層之間，成为「抱月亭」高级餐厅店主，坚强地守护自己的产业和孩子。1945年，与卓磨一同遇刺，导致双眼失明。
曹德豐
中國留學生，热爱祖国，抗日情绪激烈，曾是中共特工，枪杀多名国民党员，后被迫加入「红龙」组织。表面上仰慕平息朝鮮人街暴動的龍，視龍為師父並與之共同行動，探寻金矿时舍命救龙，得到龙的极大信任。龙任押小路财阀的代理统帅后，曹任秘书，帮助龙处理日常事务，但其實是「红龙」組織派來監視龍的特工。因龍的友情而動搖原先的信念，最後下了個改變自己行動目標的重大決定。因背叛朱凤花，家人被「红龙」组织屠戮，后转而全力追杀朱凤花复仇。
金昇龍
居住在朝鮮人街的少年。身為韓裔受盡歧視，因而憎恨日本人，唯一的例外是調停日韓人紛爭的龍。在成長為青年之後，仍和龍維持良好的友情，後來與龍一起逃亡至中國，途中与龙结拜为兄弟，希望在朝鮮對日抗戰貢獻一己之力。（有人猜測是影射金日成。）
赵红华（高濑红子）
龙的母亲。满清后宫女官，「红龙」组织首领，为保卫皇室财产及秘宝「黄龙玉佩」化名高濑红子，以日本驻北京公使馆翻译的身份掩护，与日本驻华公使馆武官押小路一磨相恋并生育了龙和凤花，后违反组织规定舍命救龙。
押小路一磨
龍的父親。年輕時代加入日本陸軍，派駐北京公使馆時與高濑红子（赵红华）相遇並生下了龍，积极收集满清皇室流出的财产，等待中国成立新的中央政府后归还所有文物。不久與妻子死別，為專心育兒以少佐军衔退伍回到日本。退伍後將全部家業交給弟弟卓磨處理，告诫卓磨不要与关东军合作，希望中日能避免全面战争，自己则成為終日和祇園的藝妓遊樂的放蕩男爵；1934年，因当选贵族院议员迁居东京，暗中不斷調查和妻子的死相關的清朝歷史，表面上与龙断绝关系，实际多次在关键时刻给龙必要援助；1936年，二二六兵变当日凌晨，被朱凤花枪杀。
押小路卓磨
一磨的親弟弟、龍的叔父。直面现实，向往财富和权力，同时希望日本能够通过军事、政治、科技等多种方式来富国强兵。代替從軍的兄長管理家業（包括九州矿业公司、神户制铁贸易公司等十家公司），是押小路財閥的總帥，满洲事变后积极拓展家族在满洲的业务。對和哥哥相似的龍感覺相當複雜，但察覺到龍有著群眾魅力，意圖培養他作為繼承人，先后委托龍保护北一辉、平息工厂暴动。被极端份子射伤后，在公司全体高层会议中力排众议，公开宣布龍为押小路财阀的代理统帅，以期和关东军代表石原莞尔达成一致，成立大满洲航空公司；身体痊愈后重任统帅，不满龙花重金邀请中国京剧团访日，在1935年末财团干部会议的临时动议中将龙的大满洲航空公司特别顾问一职罢免；1936年3月，龙逃往中国途中给以必要协助。中日战争全面爆发后，在满洲定居，不得不对甘粕正彦低声下气，得知龙生还后，通过与甘粕正彦合作，给予龙行动时必要的援助。1945年夏，面对日本必败的局面，积极维护员工权益，用尽全力让员工平安返国，乘车协商途中遇刺，重伤身亡。
内藤高治
真實歷史人物（1862～1929）。作為警視廳的劍道教師，被大日本武德會招聘為武專的劍道主任，是龍在學校中相當敬重的師長，對於現代劍道之中武道精神的喪失感到憂心。他對武士道的看法成為龍人生的指針。
朱鳳花
優秀的青年京劇演員（旦角），「红龙」组织新一代领袖，与龙是双胞胎，掌握了龍出生的秘密。是擁有男女兩性性器官的陰陽人，11岁时去势，並因此在五年的學徒时期常受到同門欺凌。1935年，與时任大满洲航空公司特别顾问的龍在北京相遇。1936年2月，受邀到日本演出，兵变当天凌晨率人突入押小路一磨在东京的宅邸，寻找母亲赵红华的遗物并枪击父亲押小路一磨，引發一連串與清朝宮廷秘辛有關的陰謀事件。1945年在中苏边境被曹德丰重伤，去世前上演「霸王别姬」，并让「红龙」组织全体听命于龙。
李文龍
救了流亡中國的押小路龍一命的少年。出身書香世家，與魯迅是世交，魯迅为其取名「文龙」。崇拜魯迅的他梦想成为小说家，與龍結為義兄弟並與之來到上海，后又前往延安、内蒙古等地，在歷史的波瀾中，歷經了友情、戀愛、學業各方面的成長。
甘粕正彦
真實歷史人物（1891～1945）。暗中左右滿洲國政經的權力者，擔任滿州映畫協會理事長一職，组建了百人规模的谍报网。對和龍出生相關的事件抱持高度興趣，並嘗試與龍接觸，是和龍、貞夫婦密切相關的人物，亦曾帮助小玲摆脱关东军部分高层军官的纠缠。日本败亡败亡前夕，一方面全力为满映员工争取权益和回国的机会，另一方面支持龙取得秘宝，想凭秘宝和苏联谈判来保存满洲国和百万日本移民。
除上列者，本作尚有許多富有魅力的登場人物，其中包含不少中日軍政界、電影界、秘密結社中的真實人物－這些人物不一定完全以史料中遺存的面貌出現，更多的是作者加上自身對歷史的理解、順應故事行進路線詮釋之。

## 出版書籍
| 發售日期 | 集數 | 日文副標題 | 中文副標題     | 故事時序        |
| -------- | ---- | ---------- | -------------- | --------------- |
| 1991.6   | #1   |            | 京之龍         | 1928.4~6        |
| 1991.10  | #2   |            | 京之華         | 1928.6~9        |
| 1992.4   | #3   |            | 決鬥           | 1928.9~11       |
| 1992.9   | #4   |            | 櫻花飄散       | 1928.11~1931.4  |
| 1993.3   | #5   |            | 戀歌           | 1931.5~8        |
| 1993.6   | #6   |            | 蟻之心         | 1931.8~9        |
| 1993.11  | #7   |            | 逃亡者         | 1931.9~10       |
| 1994.5   | #8   |            | 電影之都       | 1932.1~2        |
| 1994.10  | #9   |            | 奇妙的弟子     | 1932.2~4        |
| 1995.5   | #10  |            | 寒冷的心       | 1932.4~7        |
| 1995.10  | #11  |            | 想見妳         | 1932.7~9        |
| 1996.2   | #12  |            | 在黑暗的邊際…  | 1932秋          |
| 1996.7   | #13  |            | 再會           | 1932秋~1933.8   |
| 1997.1   | #14  |            | 飛往天空的夢想 | 1933.8~1934秋   |
| 1997.5   | #15  |            | 父親病危       | 1934冬          |
| 1997.9   | #16  |            | 北京假期       | 1934冬~1935.4   |
| 1997.11  | #17  |            | 潘朵拉的寶箱   | 1935.4~12       |
| 1998.3   | #18  |            | 貼近的腳步聲   | 1935.12~1936.2  |
| 1998.6   | #19  |            | 月光           | 1936.2~3        |
| 1998.9   | #20  |            | 遙遠的黃土     | 1936.3~1938.1   |
| 1999.2   | #21  |            | 幻燈           | 1938.2~夏       |
| 1999.7   | #22  |            | 戰火的微笑     | 1938夏~10       |
| 1999.11  | #23  |            | 大世界         | 1938.10~11      |
| 2001.3   | #24  |            | 硝煙之中       | 1938.11~1938.2  |
| 2001.6   | #25  |            | 天蟾舞台       | 1939.3~夏       |
| 2001.10  | #26  |            | 結婚           | 1939.11~1940.4  |
| 2001.3   | #27  |            | 黃龍玉璧       | 1940.4~6        |
| 2001.7   | #28  |            | 導演           | 1940.6          |
| 2001.12  | #29  |            | 假的國家       | 1940.6~11       |
| 2002.3   | #30  |            | 白頭龍         | 1940.11~12      |
| 2002.8   | #31  |            | 轉生           | 1940.12~1941.11 |
| 2002.11  | #32  |            | 開戰           | 1941.12~1942.1  |
| 2003.4   | #33  |            | 約定之月       | 1942.2~3        |
| 2003.8   | #34  |            | 狼群           | 1942.3~7        |
| 2003.12  | #35  |            | 六月雪         | 1942夏~1944.6   |
| 2004.4   | #36  |            | 人販子         | 1944.6~1944.9   |
| 2004.11  | #37  |            | 修羅之路       | 1944.9~11       |
| 2005.2   | #38  |            | 孤獨的賭注     | 1944.11~1945.3  |
| 2005.5   | #39  |            | 篝火           | 1945.3~6        |
| 2006.2   | #40  |            | 鳳花，手足     | 1945.6~7        |
| 2006.6   | #41  |            | 兩個太陽       | 1945.7          |
| 2006.7   | #42  |            | 龍的時代       | 1945.8、2001.8  |

單行本
| 卷數 | 小學館         | 小學館             | 東立出版社     | 東立出版社             |
| 卷數 | 發售日期       | ISBN               | 發售日期       | ISBN                   |
| ---- | -------------- | ------------------ | -------------- | ---------------------- |
| 1    | 1991年6月29日  | ISBN 4-09-182591-5 | 1995年2月10日  | ISBN 957-34-2167-4     |
| 2    | 1991年10月30日 | ISBN 4-09-182592-3 | 1995年2月10日  | ISBN 957-34-2168-2     |
| 3    | 1992年4月30日  | ISBN 4-09-182593-1 | 1995年4月20日  | ISBN 957-34-2169-0     |
| 4    | 1992年9月30日  | ISBN 4-09-182594-X | 1995年5月25日  | ISBN 957-34-2170-4     |
| 5    | 1993年3月30日  | ISBN 4-09-182595-8 | 1995年6月10日  | ISBN 957-34-2171-2     |
| 6    | 1993年6月30日  | ISBN 4-09-182596-6 | 1995年7月10日  | ISBN 957-34-2172-0     |
| 7    | 1993年11月30日 | ISBN 4-09-182597-4 | 1995年8月5日   | ISBN 957-34-2173-9     |
| 8    | 1994年5月30日  | ISBN 4-09-182598-2 | 1995年12月5日  | ISBN 957-34-2509-2     |
| 9    | 1994年10月29日 | ISBN 4-09-182599-0 | 1996年6月10日  | ISBN 957-34-2510-6     |
| 10   | 1995年5月30日  | ISBN 4-09-182600-8 | 1996年8月20日  | ISBN 957-34-2511-4     |
| 11   | 1995年10月30日 | ISBN 4-09-184021-3 | 1996年11月20日 | ISBN 957-34-3857-7     |
| 12   | 1996年2月29日  | ISBN 4-09-184022-1 | 1997年5月10日  | ISBN 957-34-4782-7     |
| 13   | 1996年7月30日  | ISBN 4-09-184023-X | 1997年8月20日  | ISBN 957-34-4783-5     |
| 14   | 1997年1月30日  | ISBN 4-09-184024-8 | 1997年10月10日 | ISBN 957-34-6331-8     |
| 15   | 1997年5月30日  | ISBN 4-09-184025-6 | 1998年5月6日   | ISBN 957-34-6332-6     |
| 16   | 1997年9月30日  | ISBN 4-09-184026-4 | 1998年8月10日  | ISBN 957-34-7019-5     |
| 17   | 1997年11月29日 | ISBN 4-09-184027-2 | 1998年10月20日 | ISBN 957-34-7020-9     |
| 18   | 1998年3月30日  | ISBN 4-09-184028-0 | 1999年1月20日  | ISBN 957-34-7312-7     |
| 19   | 1998年6月30日  | ISBN 4-09-184029-9 | 1999年3月10日  | ISBN 957-34-7313-5     |
| 20   | 1998年9月30日  | ISBN 4-09-184030-2 | 1999年6月20日  | ISBN 957-34-8220-7     |
| 21   | 1999年2月26日  | ISBN 4-09-185241-6 | 1999年9月17日  | ISBN 957-34-8221-5     |
| 22   | 1999年7月30日  | ISBN 4-09-185242-4 | 2000年4月7日   | ISBN 957-34-8963-5     |
| 23   | 1999年11月30日 | ISBN 4-09-185243-2 | 2000年6月2日   | ISBN 957-34-8964-3     |
| 24   | 2000年3月30日  | ISBN 4-09-185244-0 | 2000年11月18日 | ISBN 957-73-1370-1     |
| 25   | 2000年6月30日  | ISBN 4-09-185245-9 | 2001年8月3日   | ISBN 957-73-1371-X     |
| 26   | 2000年10月30日 | ISBN 4-09-185246-7 | 2001年10月5日  | ISBN 957-69-9091-2     |
| 27   | 2001年3月30日  | ISBN 4-09-185247-5 | 2002年2月10日  | ISBN 957-69-9092-0     |
| 28   | 2001年7月30日  | ISBN 4-09-185248-3 | 2002年5月13日  | ISBN 986-11-0287-6     |
| 29   | 2001年12月25日 | ISBN 4-09-185249-1 | 2002年10月5日  | ISBN 986-11-0839-4     |
| 30   | 2002年3月30日  | ISBN 4-09-185250-5 | 2002年10月28日 | ISBN 986-11-1018-6     |
| 31   | 2002年8月30日  | ISBN 4-09-186551-8 | 2003年2月24日  | ISBN 986-11-1663-X     |
| 32   | 2002年11月30日 | ISBN 4-09-186552-6 | 2003年5月27日  | ISBN 986-11-2130-7     |
| 33   | 2003年4月30日  | ISBN 4-09-186553-4 | 2003年8月19日  | ISBN 986-11-2445-4     |
| 34   | 2003年8月30日  | ISBN 4-09-186554-2 | 2003年11月29日 | ISBN 986-11-2691-0     |
| 35   | 2003年12月25日 | ISBN 4-09-186555-0 | 2004年10月12日 | ISBN 986-11-4568-0     |
| 36   | 2004年4月30日  | ISBN 4-09-186556-9 | 2004年11月24日 | ISBN 986-11-5283-0     |
| 37   | 2004年11月30日 | ISBN 4-09-186557-7 | 2005年6月24日  | ISBN 986-11-5884-7     |
| 38   | 2005年2月28日  | ISBN 4-09-186558-5 | 2005年10月19日 | ISBN 986-11-5885-5     |
| 39   | 2005年5月30日  | ISBN 4-09-186559-3 | 2005年12月26日 | ISBN 986-11-7115-0     |
| 40   | 2006年2月28日  | ISBN 4-09-180204-4 | 2006年9月5日   | ISBN 986-11-8247-0     |
| 41   | 2006年6月30日  | ISBN 4-09-180534-5 | 2006年10月25日 | ISBN 986-11-8738-3     |
| 42   | 2006年7月28日  | ISBN 4-09-180588-4 | 2007年3月7日   | ISBN 978-986-11-8859-1 |

文庫版/豪華版
| 卷數 | 小學館         | 小學館                 | 玉皇朝         | 玉皇朝                 |
| 卷數 | 發售日期       | ISBN                   | 發售日期       | ISBN                   |
| ---- | -------------- | ---------------------- | -------------- | ---------------------- |
| 1    | 2008年6月13日  | ISBN 978-4-09-196121-1 | 2022年3月21日  | ISBN 978-988-8783-29-8 |
| 2    | 2008年6月13日  | ISBN 978-4-09-196122-8 | 2022年7月15日  | ISBN 978-988-8783-30-4 |
| 3    | 2008年7月15日  | ISBN 978-4-09-196123-5 | 2022年7月27日  | ISBN 978-988-8783-76-2 |
| 4    | 2008年7月15日  | ISBN 978-4-09-196124-2 | 2022年9月20日  | ISBN 978-988-8821-12-9 |
| 5    | 2008年8月12日  | ISBN 978-4-09-196125-9 | 2022年10月19日 | ISBN 978-988-8821-13-6 |
| 6    | 2008年8月12日  | ISBN 978-4-09-196126-6 | 2022年11月15日 | ISBN 978-988-8821-38-9 |
| 7    | 2008年9月13日  | ISBN 978-4-09-196127-3 | 2022年12月16日 | ISBN 978-988-8821-39-6 |
| 8    | 2008年9月13日  | ISBN 978-4-09-196128-0 | 2023年2月15日  | ISBN 978-988-8821-74-7 |
| 9    | 2008年10月15日 | ISBN 978-4-09-196129-7 | 2023年4月6日   | ISBN 978-988-8821-75-4 |
| 10   | 2008年10月15日 | ISBN 978-4-09-196130-3 | 2023年6月16日  | ISBN 978-988-8841-09-7 |
| 11   | 2008年11月15日 | ISBN 978-4-09-196131-0 | 2023年8月7日   | ISBN 978-988-8841-09-7 |
| 12   | 2008年11月15日 | ISBN 978-4-09-196132-7 | 2023年11月7日  | ISBN 978-988-8841-66-0 |
| 13   | 2008年12月16日 | ISBN 978-4-09-196133-4 | 2023年12月15日 | ISBN 978-988-8841-67-7 |
| 14   | 2008年12月16日 | ISBN 978-4-09-196134-1 | 2024年4月11日  | ISBN 978-988-8873-53-1 |
| 15   | 2009年1月15日  | ISBN 978-4-09-196135-8 | 2024年5月25日  | ISBN 978-988-8873-54-8 |
| 16   | 2009年1月15日  | ISBN 978-4-09-196136-5 | 2024年8月7日   | ISBN 978-988-8873-92-0 |
| 17   | 2009年2月14日  | ISBN 978-4-09-196137-2 | 2024年9月12日  | ISBN 978-988-8873-93-7 |
| 18   | 2009年2月14日  | ISBN 978-4-09-196138-9 | 2024年10月22日 | ISBN 978-988-8886-86-9 |
| 19   | 2009年3月14日  | ISBN 978-4-09-196139-6 | 2024年11月28日 | ISBN 978-988-8886-87-6 |
| 20   | 2009年3月14日  | ISBN 978-4-09-196140-2 | 2025年1月23日  | ISBN 978-988-8908-32-5 |
| 21   | 2009年4月15日  | ISBN 978-4-09-196141-9 | 2025年3月6日   | ISBN 978-988-8886-87-6 |

## 外傳
作者另有短篇「SNOW」以第二集出現過的衹園男眾吉藏為主角，收錄於《SNOW村上紀香敘情傑作選》（SNOW 村上もとか叙情傑作選，2006）。

## 電視劇
1995年5月7日到5月28日在NHK衛星第2頻道，毎星期日21:00～21:45(日本標準時間)播放。

### 主要演員
- 押小路龍：市川染五郎
- 押小路一磨：藤竜也
- 小鈴：千堂あきほ
- 田鶴貞：持田真樹
- 押小路卓磨：大竹まこと
- 龍之母：黒木瞳
- 萬屋錦之介
- 亀山忍
- 中村嘉葎雄
- 大滝秀治

### 製作人員
- 編劇:香取真理
- 導演:廣瀨滿
- 製作・著作:NHK大阪放送局

## 獲獎紀錄
- 1996年：第41屆小學館漫畫賞。
- 1998年：第2屆日本新媒體動漫藝術節漫畫部門優秀賞。